# Stripped (album des Rolling Stones)
Pour les articles homonymes, voir Stripped.
Albums de The Rolling Stones
Voodoo Lounge
(1994) Bridges to Babylon
(1997)
Stripped est un album live des Rolling Stones sorti le 13 novembre 1995. Il a été enregistré en partie à l'Olympia de Paris, et en partie au Paradiso d'Amsterdam. L'album est enregistré en public, plutôt intimiste, il se veut dans l'esprit des séries « MTV Unplugged » alors très en vogue.
Le disque contient des enregistrements provenant des sessions studios à Tokyo (3-5 mars 1995) et à Lisbonne (23–26 juillet 1995) ainsi que des performances des concerts au Paradiso à Amsterdam les 26 et 27 mai 1995, à l'Olympia de Paris le 3 juillet 1995 et au Brixton Academy à Londres le 19 juillet 1995, en versions dépouillées et acoustiques.

## Liste des titres
Toutes les chansons sont de Mick Jagger et Keith Richards, sauf indication contraire.
1. Street Fighting Man – 3:41
2. Like a Rolling Stone (Bob Dylan) – 5:39
3. Not Fade Away (Norman Petty, Charles Hardin) – 3:06
4. Shine a Light – 4:38
5. The Spider and the Fly (Nanker Phelge) – 3:29
6. I'm Free – 3:13
7. Wild Horses – 5:09
8. Let It Bleed – 4:15
9. Dead Flowers – 4:13
10. Slipping Away – 4:55
11. Angie – 3:29
12. Love in Vain (Robert Johnson) – 5:31
13. Sweet Virginia – 4:16
14. Little Baby (Willie Dixon) – 4:00

## Musiciens
- Mick Jagger : chant, guitare, harmonica, maracas
- Keith Richards : guitares et chant
- Charlie Watts : batterie
- Ron Wood : guitare
- Darryl Jones : basse, chœurs
- Chuck Leavell : claviers, chœurs
- Bernard Fowler : percussions, chœurs

## Classements & certifications

### Album
| Pays                                 | Durée du classement | Meilleur classement | Date             |
| ------------------------------------ | ------------------- | ------------------- | ---------------- |
| Allemagne (GfK Entertainment)        | 22 semaines         | 3e                  | 4 décembre 1995  |
| Australie (ARIA Charts)              | 7 semaines          | 7e                  | 26 novembre 1995 |
| Autriche (Ö3 Austria Top 40)         | 16 semaines         | 2e                  | 26 novembre 1995 |
| Belgique (V) (Ultratop)              | 10 semaines         | 6e                  | 2 décembre 1995  |
| Belgique (W) (Ultratop)              | 12 semaines         | 6e                  | 2 décembre 1995  |
| Canada (RPM)                         | 17 semaines         | 1er                 | 27 novembre 1995 |
| États-Unis (Billboard 200)           | 19 semaines         | 9e                  | 2 décembre 1995  |
| Finlande (Suomen virallinen lista)   | 7 semaines          | 5e                  | 20 novembre 1995 |
| France (SNEP)                        | 14 semaines         | 4e                  | 1995             |
| Italie (FIMI)                        | —                   | 7e                  | 1995             |
| Norvège (VG-lista)                   | 17 semaines         | 1er                 | 20 novembre 1995 |
| Nouvelle-Zélande (RMNZ Albums Top40) | 9 semaines          | 23e                 | 3 décembre 1995  |
| Pays-Bas (MegaCharts)                | 22 semaines         | 2e                  | 2 décembre 1995  |
| Royaume-Uni (UK Albums Chart )       | 12 semaines         | 9e                  | 25 novembre 1995 |
| Suède (Sverigetopplistan)            | 13 semaines         | 1er                 | 24 novembre 1995 |
| Suisse (Schweizer Hitparade)         | 17 semaines         | 3e                  | 26 novembre 1995 |

Certifications
| Pays                 | Certification | Ventes    | Date             |
| -------------------- | ------------- | --------- | ---------------- |
| Allemagne (BVMI)     | Or            | 250 000 + | 1995             |
| Autriche (IFPI)      | Or            | 25 000 +  | 21 novembre 1995 |
| Belgique (BEA)       | Or            | 25 000 +  | 7 juillet 1995   |
| Espagne (PROMUSICAE) | Or            | 50 000 +  | 1996             |
| États-Unis (RIAA)    | Platine       | 500 000 + | 6 février 1996   |
| France (SNEP)        | Or            | 100 000 + | 20 décembre 1995 |
| Nouvelle-Zélande     | Or            | 7 500 +   | 21 janvier 1996  |
| Pays-Bas (NVPI)      | Or            | 40 000 +  | 1995             |
| Royaume-Uni (BPI)    | Or            | 100 000 + | 13 novembre 1995 |

### Single
| Single               | Chart                   | Durée du classement | Position | Date             |
| -------------------- | ----------------------- | ------------------- | -------- | ---------------- |
| Like a Rolling Stone | Mainstream Rock Tracks  | 8 semaines          | 16e      | 25 novembre 1995 |
| Like a Rolling Stone | UK Singles Chart        | 7 semaines          | 12e      | 11 novembre 1995 |
| Like a Rolling Stone | Single Top 100          | 13 semaines         | 48e      | 27 novembre 1995 |
| Like a Rolling Stone | ARIA Charts             | 2 semaines          | 47e      | 26 novembre 1995 |
| Like a Rolling Stone | Ö3 Austria Top 40       | 1 semaine           | 36e      | 10 décembre 1995 |
| Like a Rolling Stone | (V) Ultratop            | 5 semaines          | 29e      | 18 novembre 1995 |
| Like a Rolling Stone | (W) Ultratop            | 3 semaines          | 34e      | 20 janvier 1996  |
| Like a Rolling Stone | RPM Top Singles         | 17 semaines         | 15e      | 29 janvier 1996  |
| Like a Rolling Stone | Suomen virallinen lista | 4 semaines          | 8e       | 13 novembre 1995 |
| Like a Rolling Stone | Single Top 100          | 1 semaines          | 45e      | 18 novembre 1995 |
| Like a Rolling Stone | Mega Top 50             | 5 semaines          | 10e      | 2 décembre 1995  |
| Like a Rolling Stone | Sverigetopplistan       | 8 semaines          | 7e       | 10 novembre 1995 |

## Totally Stripped
Albums de The Rolling Stones
GRRR!
(2012) Havana Moon
(2016)
Le 3 juin 2016 sort une nouvelle version de l'album. Les versions studios sont supprimées au profit des versions live issues des concerts à Amsterdam, Paris et Londres cités ci-dessus. Cette sortie est accompagnée d'un DVD/Blu-Ray comportant le documentaire de la tournée acoustique de Voodoo Lounge, ainsi que les performances complètes des concerts du 26 mai 1995 à Amsterdam, du 3 juillet 1995 à Paris et du 19 juillet 1995 à Londres. La version de Gimme Shelter, publiée pour la première fois sur cet album, était utilisée pour la bande originale du film Casino en 1995 (combinée à la version studio).
1. Not Fade Away
2. Honky Tonk Women
3. Dead Flowers
4. Far Away Eyes
5. Shine a Light
6. I Go Wild
7. Miss You
8. Like A Rolling Stone
9. Brown Sugar
10. Midnight Rambler
11. Jumpin ‘Jack Flash
12. Gimme Shelter
13. Rip This joint
14. Street Fighting Man

## Charts
| Pays                          | Durée du classement | Meilleur classement | Date         |
| ----------------------------- | ------------------- | ------------------- | ------------ |
| Allemagne (GfK Entertainment) | 8 semaines          | 7e                  | 10 juin 2016 |
| Belgique (V) (Ultratop)       | 15 semaines         | 12e                 | 11 juin 2016 |
| Belgique (W) ([Ultratop)      | 26 semaines         | 22e                 | 11 juin 2016 |
| Pays-Bas (MegaCharts)         | 10 semaines         | 2e                  | 11 juin 2016 |
| Suisse (Schweizer Hitparade)  | 2 semaines          | 42e                 | 18 mai 2023  |